# Chiesa di Santa Maria Assunta nuova (Baselga di Piné)
La chiesa di Santa Maria Assunta, anche chiamata di Santa Maria Assunta nuova per distinguerla dalla chiesa più antica, è la parrocchiale di Baselga di Piné, in Trentino. Appartiene all'ex-decanato di Civezzano e Piné dell'arcidiocesi di Trento e risale al XX secolo.

## Storia

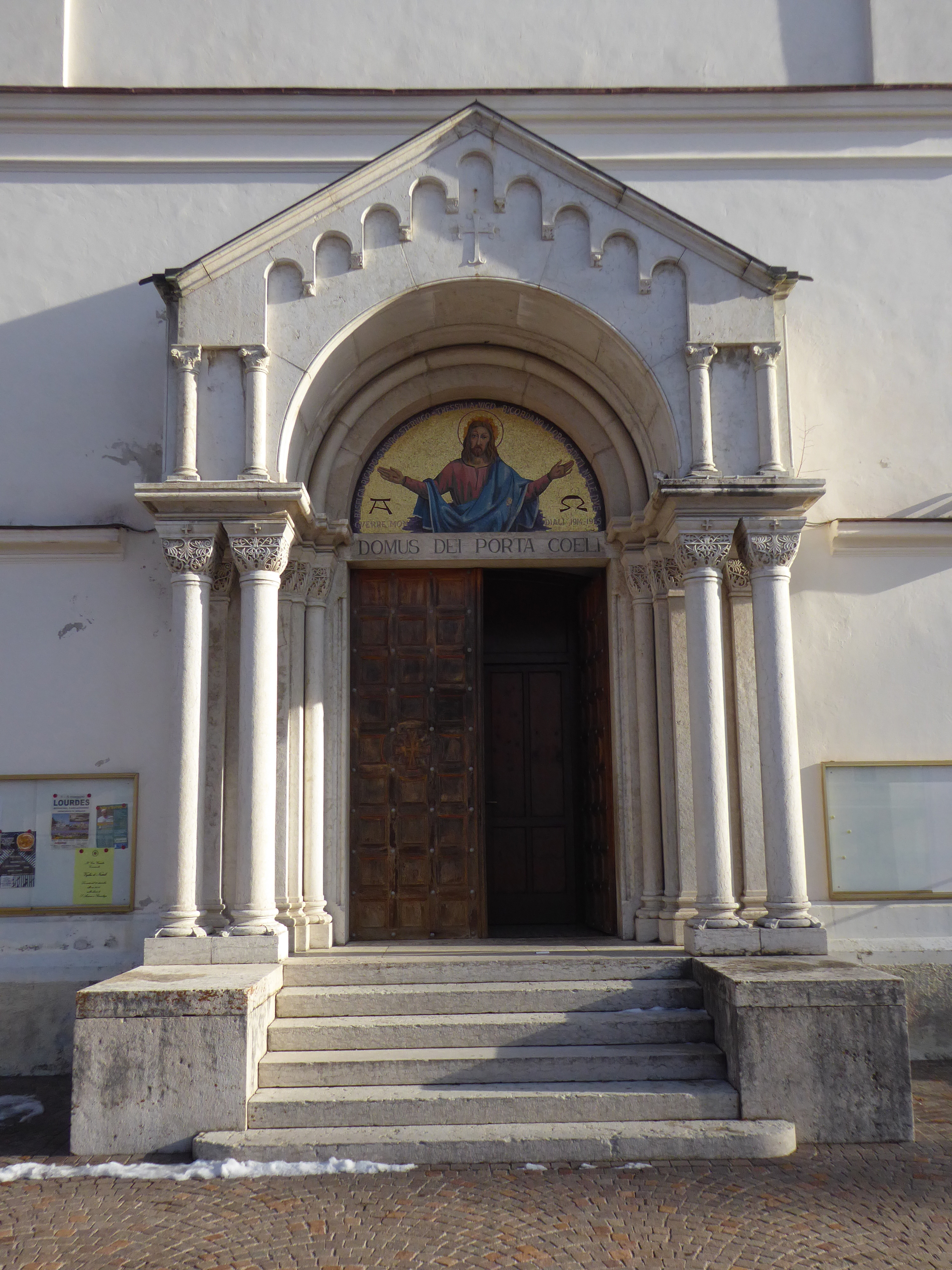
Portale principale con lunetta decorata a mosaico con la figura del Redentore, realizzata da scuola di Spilimbergo

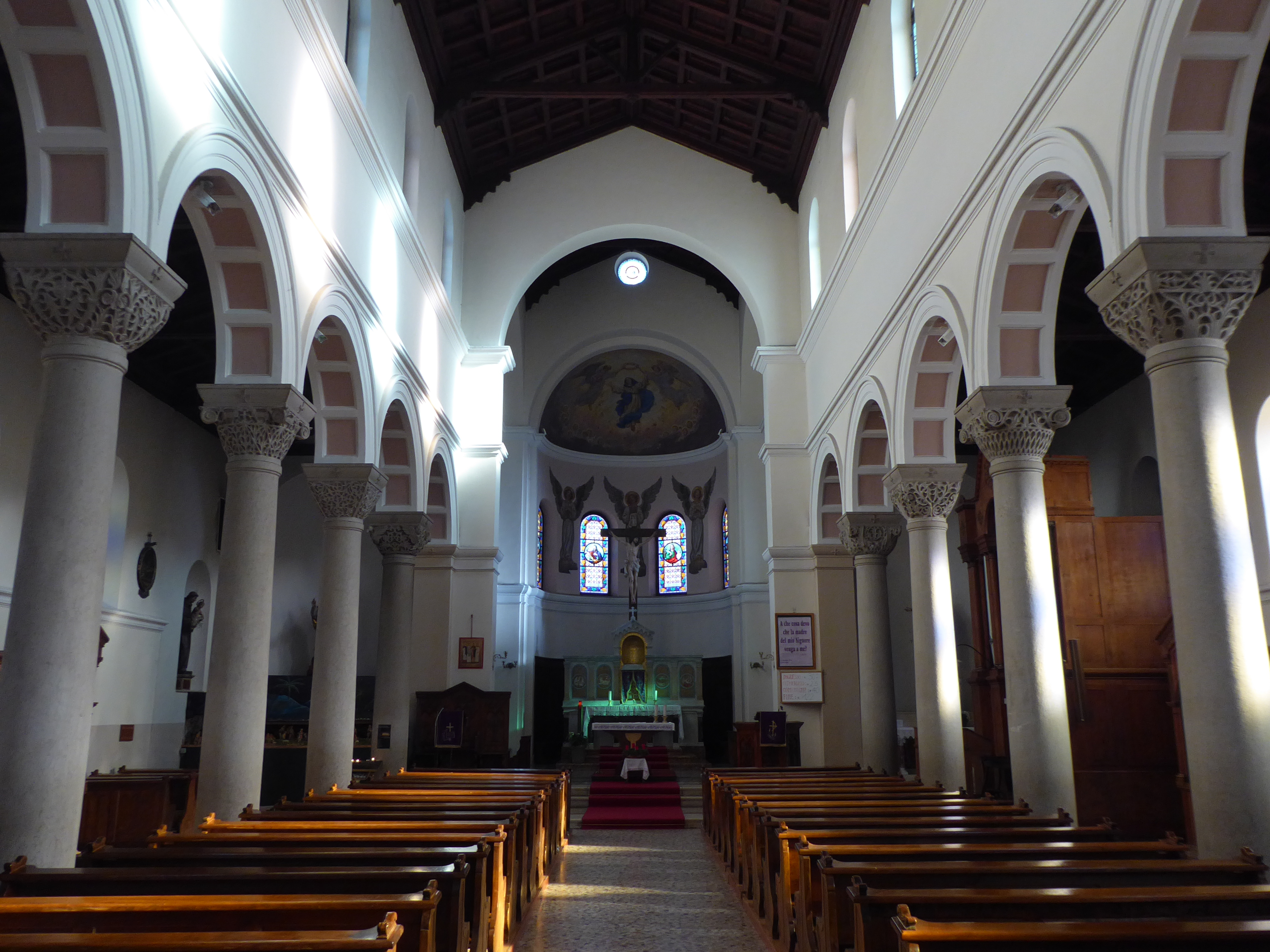
Interno

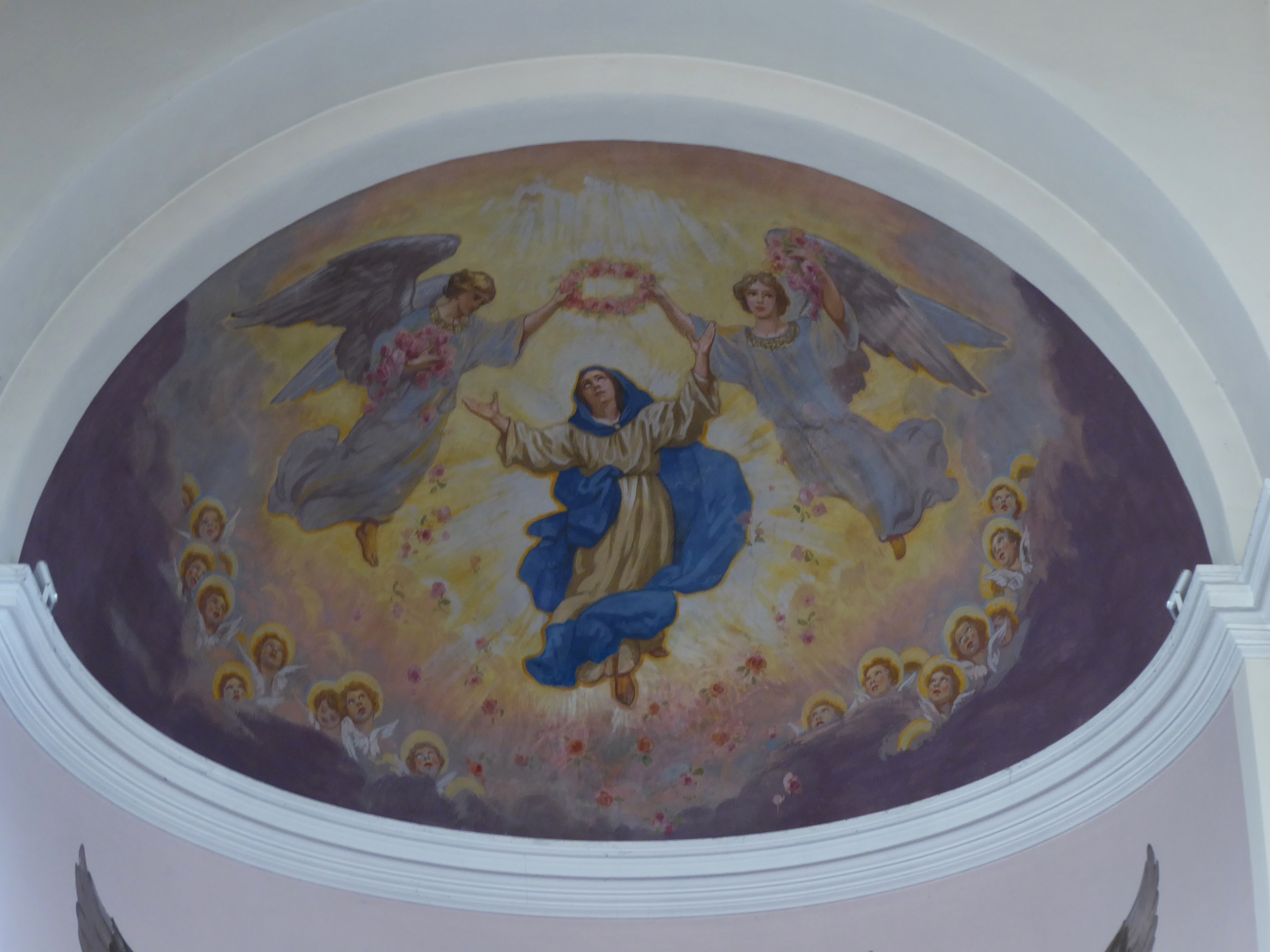
Affresco con Assunzione, opera di Duilio Corompai

I primi progetti per la costruzione di un nuovo luogo di culto in sostituzione della duecentesca pieve dell'Assunta cominciarono ad essere eleborati sin dal 1840, e vennero estesi, tra gli altri, dal geometra Visintainer, dall'ingegnere Gentili e dall'ingegnere Geppert. Sino al 1903 tuttavia non vennero iniziati i lavori, e il cantiere fu aperto solo in quell'anno, su un nuovo progetto preparato dall'architetto Natale Tommasi che pochi anni prima aveva già progettato, a Pola, la chiesa della Madonna del Mare.
La benedizione della prima pietra avvenne il 18 ottobre 1903 poi, dopo lo scavo per le fondamenta, sino al 1905, i lavori furono rapidi con la sistemazione di molte strutture dell'edificio. I lavori esterni furono ultimati nel 1906 e l'anno successivo fu posata la pavimentazione della sala e la chiesa venne benedetta ed aperta alle funzioni religiose.
Gli arredi interni furono sistemati tra il 1908 e il 1912 ma intanto, nel 1910, l'arcivescovo di Trento Celestino Endrici celebrò la sua solenne consacrazione. Dopo la fine del primo conflitto mondiale, quando il territorio era ormai entrato a far parte del Regno d'Italia, tra il 1920 ed il 1934, la chiesa fu arricchita di nuove vetrate artistiche preparate dalla ditta Parisi di Trento e in cantoria fu costruito l'organo.
Nel 1940 il pittore Duilio Corompai decorò il catino absidale principale e le due absidi laterali con suoi affreschi. Il grande portale che si trova sul prospetto principale fu posto tra il 1944 e il 1946, progettato dall'architetto Marco Martinuzzi e realizzato dalla ditta Redi di Trento. Vennero anche arricchite di mosaici le lunette poste sopra i tre ingressi, realizzate dalla Scuola Mosaicisti del Friuli di Spilimbergo.
Gli ultimi cicli di restauro conservativo si sono realizzati tra il 1997 e il 1999 poi, entro il 2006, si sono effettuati lavori all'esterno dell'edificio.

## Descrizione

### Esterno
La chiesa si trova all'estremità del centro storico e presenta orientamento verso est. 
Il prospetto principale è a salienti ed è caratterizzato da un monumentale protiro con colonne abbinate che protegge l'accesso principale architravato e la lunetta decorata a mosaici soprastante. La parte superiore della facciata è decorata con un motivo a trifora cieca e sopra di questa il grande frontone triangolare.
La torre campanaria è posta sulla destra dell'edificio, leggermente discosta, ha pianta circolare. La cella campanaria si presenta suddivisa in quattro parti curvilinee ognuna delle quali si apre con una finestra a bifora con pilastro centrale più ampio, tale da farla sembrare simile a due monofore.

### Interno
La chiesa all'interno è suddivisa in tre navate. La principale, centrale, ha maggiore ampiezza. La cantoria si trova nella prima campata della navata centrale e dal 1925 vi si trova l'organo a canne della ditta Mascioni di Cuvio.

### Aspetti artistici
L'edificio al suo esterno è decorato con tre lunette rifinite a mosaico. Nelle zone absidali interne sono presenti dipinti a tempera opera realizzata negli anni quaranta da Duilio Corompai.